# Hypargyra crassipes
Hypargyra crassipes là một loài bọ cánh cứng trong họ Cerambycidae.